# Polizei Mecklenburg-Vorpommern

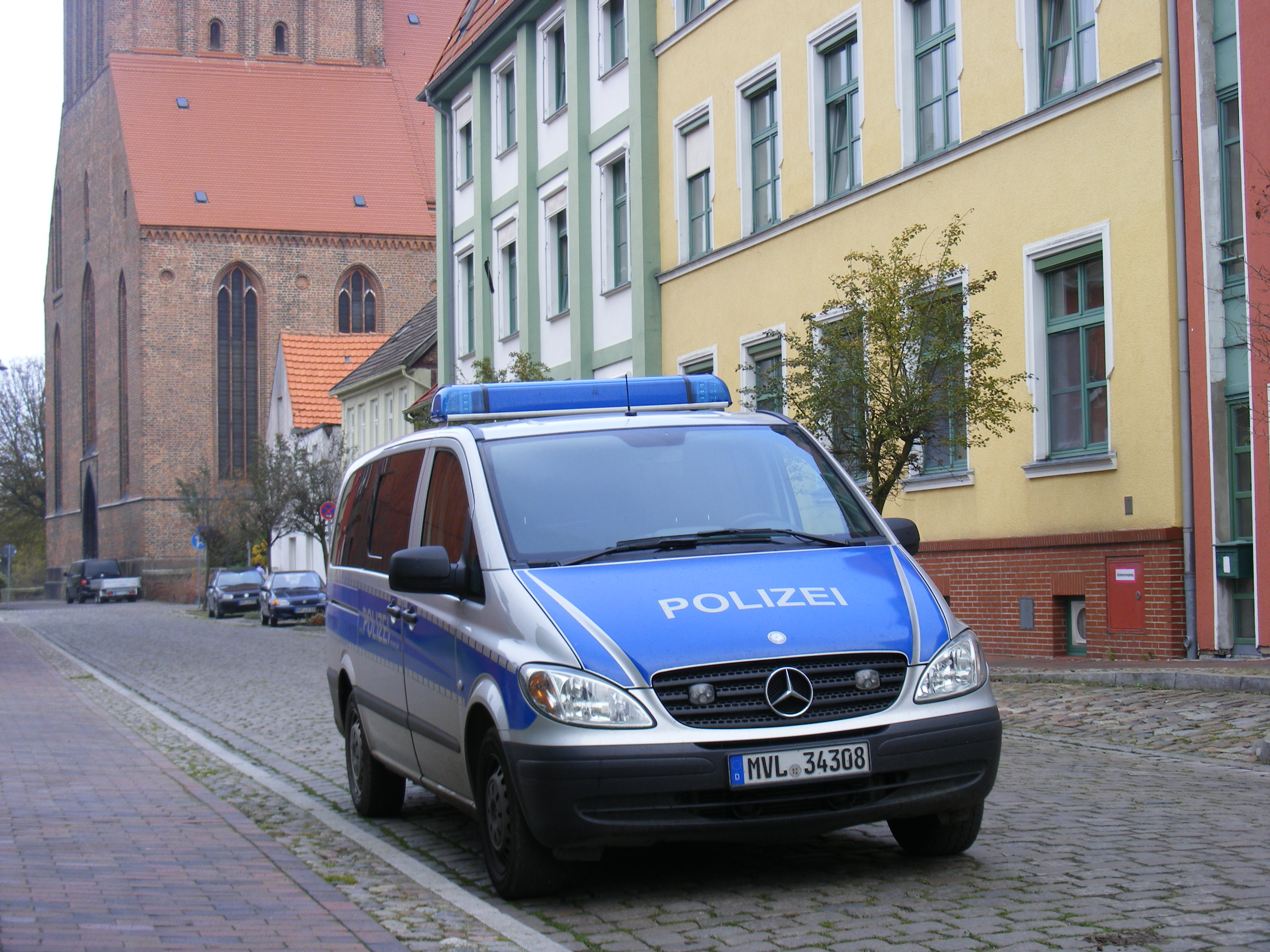
Einsatzfahrzeug der Polizei Mecklenburg-Vorpommern

Die Polizei Mecklenburg-Vorpommern ist die Landespolizei des deutschen Landes Mecklenburg-Vorpommern.

## Geschichte
Von November 1989 (Mauerfall) bis Oktober 1990 (Wiedervereinigung) arbeitete die Polizei in Mecklenburg-Vorpommern noch in den Strukturen des Ministeriums des Innern der DDR weiter. In diesem Zeitraum wurden jedoch aufgrund des Ländereinführungsgesetzes vom 22. Juli 1990, des Einigungsvertrags vom 31. August 1990 sowie der am 3. Oktober 1990 erfolgten Wiedervereinigung die Bereiche Pass- und Meldewesen, Feuerwehr, Verkehrszulassung, Strafvollzug und die Transportpolizei (TraPo) herausgelöst und in die jeweilige Zuständigkeit der Gemeinden, der Landkreise, des Justizministeriums Mecklenburg-Vorpommern und dem Bundesgrenzschutz der BRD übertragen. Dadurch verringerte sich die ursprüngliche Anzahl der Polizisten der Deutschen Volkspolizei auf dem Gebiet der drei DDR-Bezirke Schwerin, Rostock und Neubrandenburg, aus denen dann im Wesentlichen das BRD-Bundesland Mecklenburg-Vorpommern neu entstand, innerhalb nur eines Jahres von November 1989 bis Dezember 1990, um mehr als die Hälfte.
Als Gründungsdatum der Landespolizei Mecklenburg-Vorpommern kann faktisch der 5. Dezember 1990 angesehen werden, als der neue und erste Innenminister des Landes Mecklenburg-Vorpommern, Georg Diederich (CDU), im Kabinett von Ministerpräsident Alfred Gomolka, die „Vorläufige Regelung über die Organisation der Landespolizei Mecklenburg-Vorpommern und die Wahrnehmung polizeilicher Aufgaben“ erließ.
Von Dezember 1990 bis Dezember 1993 existierte als selbstständige Dienststelle des Innenministeriums Mecklenburg-Vorpommern das Landespolizeiamt (LPA) als oberste Landesbehörde zur Führung der Landespolizei Mecklenburg-Vorpommern. Bis Juni 1991 wurde das LPA zunächst durch den Leiter der „Abteilung II.4: Polizei“, einen hochrangigen Ministerialbeamten im Innenministerium, mitgeführt. Im Juli 1991 wurde dann der Posten des „Leiters des Landespolizeiamtes Mecklenburg-Vorpommern“ geschaffen und mit einem hochrangigen Polizeibeamten besetzt.
Zum Dezember 1993 wurde das Landespolizeiamt dann aufgelöst und die Landespolizei Mecklenburg-Vorpommern seitdem unmittelbar durch das Innenministerium auf Landesebene geführt. Dazu wurde ab Januar 1994 der Posten des „Inspekteurs der Landespolizei Mecklenburg-Vorpommern“ geschaffen, der direkt im Innenministerium angesiedelt ist, wobei der jeweilige Inspekteur der Landespolizei ein hochrangiger Polizeibeamter und damit zugleich der „oberste Polizist des Landes“ ist und zudem das „Referat 430: Inspekteur der Polizei, Einsatz der Polizei“ der „Abteilung 4: Polizei, Sport, Brand- und Katastrophenschutz“ des Innenministeriums des Landes Mecklenburg-Vorpommern leitet.
Seit der Polizeistrukturreform 2010 vom 1. März 2011 gliedert sich die Polizei Mecklenburg-Vorpommerns in die Polizeipräsidien (PP) in Neubrandenburg und Rostock. Die Polizeidirektionen in Anklam, Schwerin und Stralsund wurden aufgelöst und das Landesbereitschaftspolizeiamt in Schwerin geschaffen.

### Leitung der Polizei/Inspekteur der Landespolizei
Folgende Personen haben die Landespolizei Mecklenburg-Vorpommern seit 1990 geleitet:
- Hartwig Stock (Oktober 1990 bis Juni 1991): Leiter der „Abteilung II.4: Polizei“ im Innenministerium[4]
- Hans-Heinrich Heinsen (Juli 1991 bis Dezember 1993/Januar 1994 bis April 1998): Leiter des „Landespolizeiamtes Mecklenburg-Vorpommern“/„Inspekteur der Landespolizei“ im Innenministerium[5]
- Friedrich-Wilhelm Heidemeier (Mai 1998 bis Juni 1998): „Inspekteur der Landespolizei“ im Innenministerium[6]
- Dieter Hempel (Juli 1998 bis November 1999): „Inspekteur der Landespolizei“ im Innenministerium[6]
- Rudolf Springstein (November 1999 bis April 2016): „Inspekteur der Landespolizei“ im Innenministerium[7]
- Wilfried Kapischke (April 2016 bis Mai 2022): „Inspekteur der Landespolizei“ im Innenministerium
- Nils Hoffmann-Ritterbusch (seit Juni 2022): „Inspekteur der Landespolizei“ im Innenministerium[8]

### Personalentwicklung
| Jahr             | Polizisten  | Quelle |
| ---------------- | ----------- | ------ |
| November 1989    | ca. 14.000  | [ 9 ]  |
| Juli/August 1990 | ca. 9.400   | [ 4 ]  |
| Oktober 1990     | ca. 7.800   | [ 4 ]  |
| Dezember 1990    | 6.277       | [ 9 ]  |
| 1992             | ca. 6.800   | [ 10 ] |
| 2000             | 6.675       | [ 9 ]  |
| 2001             | 6.708       | [ 11 ] |
| 2010             | 6.029       | [ 11 ] |
| 2013             | ca. 6.000   | [ 12 ] |
| 2017             | ca. 5.800 * | [ 12 ] |
| 2019             | ca. 5.950   | [ 13 ] |
| 2020             | ca. 6.050 * | [ 14 ] |
| 2021             | ca. 6.200 * | [ 13 ] |

* geplante Personalstärke
Aufgrund sinkender Einwohnerzahlen in Mecklenburg-Vorpommern sowie finanziellen Sparzwängen der Landesregierung, sollten in zwei Schritten bis zum Jahr 2020 weitere 500 Stellen bei der Landespolizei Mecklenburg-Vorpommern abgebaut bzw. eingespart werden. Durch den Wegfall von zunächst 200 Stellen war eine Personalstärke von nur noch 5.800 Polizisten bis 2017 geplant. In dem im Mai 2018 beschlossenen Pakt für Sicherheit entschloss sich die Landesregierung, die Zahl der Vollzugsbeamten bis 2021 wieder auf 6.200 aufzustocken.

## Organisation und Aufgaben

### Führungsstruktur
Die Polizei des Landes Mecklenburg-Vorpommern ist der „Abteilung 4: Polizei, Sport, Brand- und Katastrophenschutz“ des Ministeriums für Inneres und Europa des Landes Mecklenburg-Vorpommern nachgeordnet und gliedert sich selbst in zwei Polizeibehörden und vier Landespolizeiämter. Dazu gehören die zwei regionalen Polizeipräsidien (PP) im Osten und im Westen des Landes, das Landeskriminalamt (LKA M-V), das Landesbereitschaftspolizeiamt (LBPA M-V), das Landeswasserschutzpolizeiamt (LWSPA M-V) und das Landesamt für zentrale Aufgaben und Technik der Polizei, Brand- und Katastrophenschutz (LPBK M-V). Innerhalb des Innenministeriums und gegenüber der Öffentlichkeit wird die Landespolizei vom Inspekteur der Polizei des Landes Mecklenburg-Vorpommern repräsentiert. Derzeit ist dies Nils Hoffmann-Ritterbusch. Der Inspekteur übt die Dienst- und Fachaufsicht über die zwei Polizeipräsidien, das Landeskriminalamt, das Landeswasserschutzpolizeiamt und das Landesbereitschaftspolizeiamt aus. Er ist Mitglied in der Unterarbeitsgruppe „Führung, Einsatz, Kriminalitätsbekämpfung“ (UAFEK) des Arbeitskreises II (Innere Sicherheit, Polizei) der Innenministerkonferenz (IMK) und im Kuratorium der gemeinsamen Wasserschutzpolizei-Schule (WSPS) der Länder in Hamburg.

### Organisation seit 2011
Das Innenministerium Mecklenburg-Vorpommerns ist die oberste Landesbehörde für die Polizei Mecklenburg-Vorpommerns. Mit den Planungen von 2008 bis 2010 und dem dann erfolgten Inkrafttreten der neuen „Polizeistrukturreform 2010“ am 1. März 2011, gliedert sich die Polizei Mecklenburg-Vorpommerns seit dem wie folgt:
- 2 Polizeipräsidien (PP) in Neubrandenburg und Rostock

→ mit zusammen landesweit 37 Polizeihauptstandorten und insgesamt 206 Polizeistandorten im Land
→8 Polizeiinspektionen (PI) in Anklam, Güstrow, Ludwigslust, Neubrandenburg, Rostock, Schwerin, Stralsund und Wismar
→ mit den 17 untergeordneten Polizeihauptrevieren (PHR) in Schwerin, Rostock, Wismar, Ludwigslust, Parchim, Hagenow, Güstrow, Bad Doberan, Bergen auf Rügen, Stralsund, Anklam, Greifswald, Pasewalk, Neubrandenburg, Demmin, Waren, Neustrelitz
→  28 Polizeirevieren (PR)
→77 Polizeistationen (PS) sowie den 5 Autobahn- und Verkehrspolizeirevieren (AVPR) und der Dienststelle „Besondere Verkehrsüberwachung“ in Anklam
→ jeder Polizeiinspektion ist ein Kriminalkommissariat (KK) untergeordnet, welche insgesamt 29 Kriminalkommissariat-Außenstellen (KKASt) betreiben
- 4 Kriminalpolizeiinspektionen (KPI) in Anklam, Neubrandenburg, Rostock und Schwerin

→ mit den jeweils 6 Fachkommissariaten für verschiedene Deliktsbereiche der schweren Kriminalität

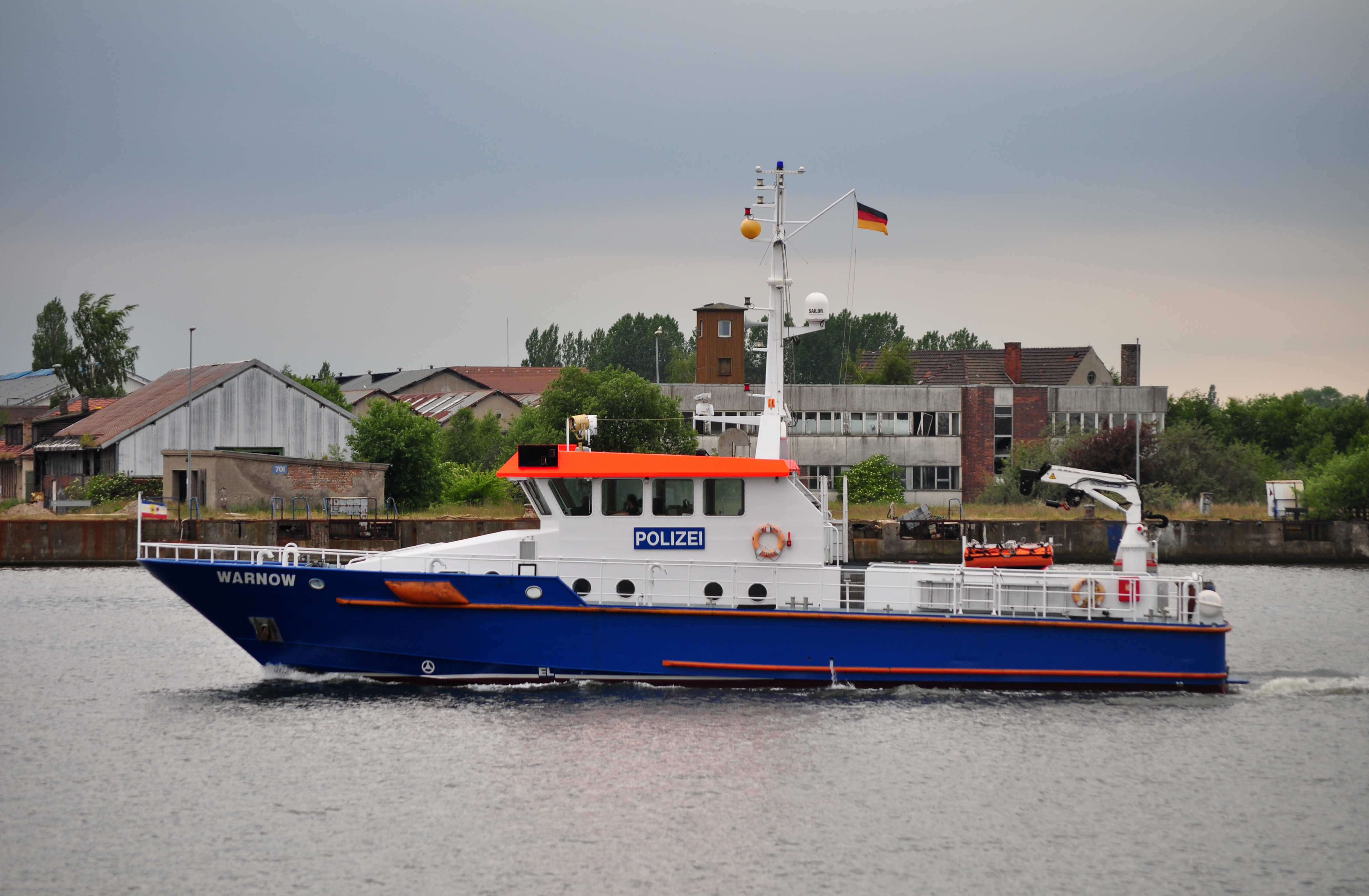
Polizeiboot „Warnow“ in Rostock, Typ Fassmer FPB 25, Baujahr 2001

Darüber hinaus gibt es 4 Landespolizeiämter (LPA) die für besondere Aufgaben zuständig sind:
- Landeskriminalamt (LKA M-V) in Rampe bei Schwerin

→ mit dem Spezialeinsatzkommando (SEK), dem Mobilen Einsatzkommando (MEK) sowie dem MEK-Personenschutz
- Landeswasserschutzpolizeiamt (LWSPA M-V) in Waldeck bei Rostock

→ mit 7 Wasserschutzpolizeiinspektion in Rostock, Sassnitz, Schwerin, Stralsund, Waren, Wismar und Wolgast sowie den jeweils untergeordneten 13 Wasserschutzpolizeistationen sowie der am Flughafen Rostock-Laage stationierten Hubschrauberstaffel der Polizei Mecklenburg-Vorpommern
- Landesbereitschaftspolizeiamt (LBPA M-V) in Schwerin

→ mit 2 Bereitschaftspolizeihundertschaften (BPH) sowie der Diensthundeschule (DHS) in Klinken bei Schwerin: 1. BPH einschließlich der Technischen Einsatzeinheit (TEE) und des Landespolizeiorchesters (LPO) in Schwerin, 2. BPH einschließlich der Beweissicherungs- und Festnahmeeinheit (BFE) in Waldeck bei Rostock, 4. Einsatzzug der 2. BPH in Anklam.
- Landesamt für zentrale Aufgaben und Technik der Polizei, Brand- und Katastrophenschutz (LPBK M-V) in Schwerin

→ einschließlich des Munitionsbergungsdienstes (MBD M-V) und des Polizeiärztlichen Dienstes
Der im Jahr 2009 neu begründete Fachbereich Polizei (FBPol) an der Fachhochschule für öffentliche Verwaltung, Polizei und Rechtspflege (FHöVPR) des Landes Mecklenburg-Vorpommern in Güstrow, als der zentralen Ausbildungsinstitution für Beamte und Angestellte der Landesbehörden Mecklenburg-Vorpommerns, ist auch für die Ausbildung und Weiterbildung der Polizisten des Landes Mecklenburg-Vorpommern zuständig.

### Organisation 1994 bis 2011
Von 1994 bis 2011 war die Organisation der Polizei Mecklenburg-Vorpommerns folgendermaßen aufgebaut:
- 5 Polizeidirektionen (PD) für die Fläche in Anklam, Neubrandenburg, Rostock, Schwerin und Stralsund
- 17 Polizeiinspektionen (PI) in den Kreisstädten der jeweiligen Landkreise

→ mit den jeweils untergeordneten Polizeirevieren (PR) und Polizeistationen (PS)
- Landeskriminalamt (LKA M-V) in Rampe bei Schwerin

→ mit rund 440 Mitarbeitern (gegründet 1992)
- Landeswasserschutzpolizeiamt (LWSPA MV) in Waldeck bei Rostock

→ mit 5 Küstenwasserschutz- und 2 Binnenwasserschutzpolizeiinspektion und zusammen 300 Mitarbeitern sowie der 1999 gegründeten Polizeihubschrauberstaffel in Weitendorf bei Schwerin.
- Bereitschaftspolizeiamt (LBPA M-V) mit Hauptsitz in Schwerin und Dienststellen in Rostock, Klinken und zeitweise Anklam

→ einschließlich des Landespolizeiorchesters (LPO) mit zusammen ca. 450 Mitarbeitern verteilt auf zeitweise 3 Bereitschaftspolizeihundertschaften (BPH): 1. BPH in Schwerin, 2. BPH in Rostock und von 1995 bis 2003 die 3. BPH in Anklam deren Polizeibeamte jährlich von Mai bis September zudem zum Bäderdienst in Tourismusgebieten entlang der Vorpommerschen Ostseeküste (Rügen, Usedom, Stettiner Haff) abgeordnet wurden.
- Landesamt für zentrale Aufgaben und Technik der Polizei, Brand- und Katastrophenschutz (LPBK M-V) in Schwerin

→ einschließlich des Polizeiärztlichen Dienstes. Das LPBK, als ressortübergreifende Behörde, ist zugleich auch obere Katastrophenschutzbehörde des Landes Mecklenburg-Vorpommern.
- Landespolizeischule Mecklenburg-Vorpommern (LPS M-V) in Neustrelitz
- Institut für polizeiliche Aus- und Fortbildung (IpAF) und der Fachbereich Polizei (FBPol) an der Fachhochschule für öffentliche Verwaltung, Polizei und Rechtspflege (FHöVPR) in Güstrow.[31]

### Aufgaben
Die Polizei Mecklenburg-Vorpommern hat als Exekutivorgan des Landes Mecklenburg-Vorpommern im Rahmen des Polizeirechts den Auftrag der Gewährleistung der Öffentlichen Sicherheit und Ordnung. Als Strafverfolgungsbehörde geht sie gegen ordnungswidrige und strafbare Handlungen vor, ermittelt Täter und analysiert Tatmuster. Eine weitere Aufgabe ist die Gefahrenabwehr im Bereich der inneren Sicherheit, das heißt, die Verhütung oder Unterbindung von rechtswidrigen Handlungen jedweder Art. Im Rahmen der Verkehrsüberwachung regelt sie Verkehrsströme und hat eine tragende Rolle in der Notfallhilfe (Notruf). Ferner sorgt die  Polizei in enger Kooperation mit der Judikative und anderen Behörden für die  Verbrechensprävention um bereits im Vorfeld mögliche Straftaten zu erkennen und zu verhindern.

### Rechtsgrundlagen
Für den Bereich der Gefahrenabwehr ergeben sich die Eingriffsbefugnisse der Polizei aus dem Polizeigesetz des Landes Mecklenburg-Vorpommern, dem sogenannten „Sicherheits- und Ordnungsgesetz Mecklenburg-Vorpommern“ (SOG M-V).
Die Ermächtigung für das Einschreiten zur Strafverfolgung ergibt sich aus der Strafprozessordnung (StPO).

## Ausrüstung

### Uniformen

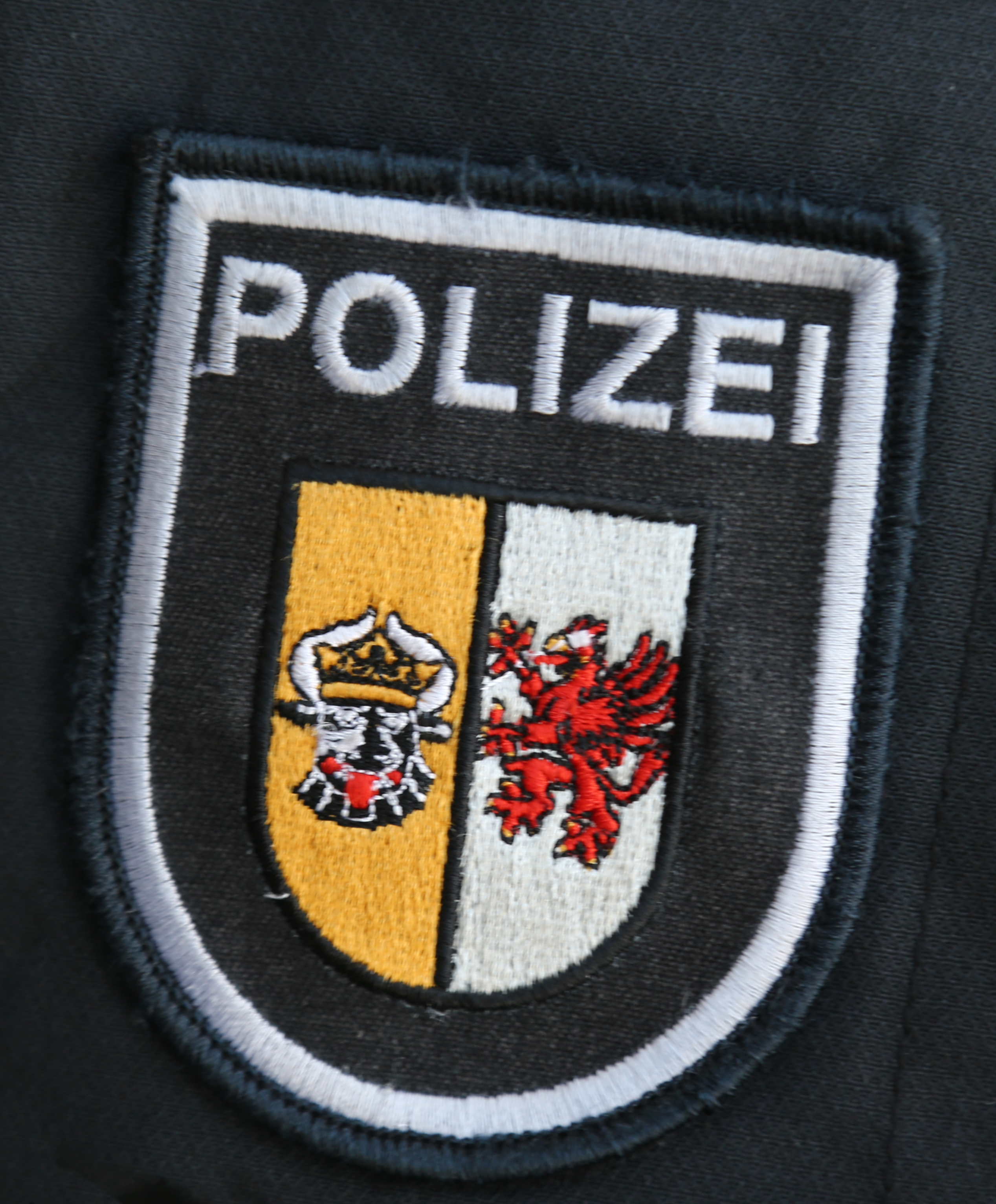
Ärmelabzeichen

Nach einer Übergangsphase, in der Uniformen der Volkspolizei verwendet wurden, wurde die Moosgrüne/beige Uniform der westdeutschen Polizeien übernommen. Die Polizei Mecklenburg-Vorpommern hat dann zum 1. Januar 2009 die neue blaue Polizeiuniform der Hamburger Polizei übernommen. In einer Übergangszeit bis zum 31. Dezember 2011 wurden alle Beamte mit der neuen Uniform eingekleidet.
Eine Außentragehülle (ATH) für die Schutzpolizei wurde am 28. Mai 2020 eingeführt.

### Fahrzeuge (Land, Wasser, Luft)
Landfahrzeuge
Die Polizei Mecklenburg-Vorpommern nutzt als Dienstfahrzeuge überwiegend Fahrzeuge der Marken Mercedes-Benz, Opel und Volkswagen. Vereinzelt kommen auch Fahrzeuge anderer Hersteller wie zum Beispiel Audi und Nissan zum Einsatz. Aktuelle Streifenwagen sind Mercedes-Benz Vito, VW Passat, VW T5 und Mercedes-Benz E-Klasse.
Im Zuge der Farbumstellung werden neue Streifenwagen und Einsatzfahrzeuge in der Farbgebung blau-silber bzw. blau-weiß beschafft. Die ersten Streifenwagen in der neuen Farbgebung wurden am 12. Januar 2009 durch den Inspekteur der Polizei, Rudolf Springstein, in Schwerin übergeben.
Neue Fahrzeuge werden mit Kennzeichen in der Form „MVL XXXXX“ zugelassen, wobei MVL für „Mecklenburg-Vorpommern, Landesregierung und Landtag“ steht. Hintergrund für diese Änderung war die Abschaffung der Behördenkennzeichen zum 1. März 2007.
Bis zum Jahr 2005 verfügte die Polizei Mecklenburg-Vorpommern über 1.400 landeseigene Dienstkraftfahrzeuge (Pkw, Lkw, Kleintransporter, Trailer und Spezialfahrzeuge) sowie 150 Bundesfahrzeuge bei der Bereitschaftspolizei. Zwischen 1994 und 2004 wurden für ca. 25 Millionen Euro insgesamt 1.136 Dienstkraftfahrzeuge als Ersatz bzw. Ergänzung beschafft. In den Jahren 2004 bis 2007 kamen bei der Polizei Mecklenburg-Vorpommern Leasingfahrzeuge zum Einsatz, was bedeutete das ca. 600 Streifenwagen nicht älter als maximal 2 Jahre waren. Aufgrund der steigenden Preisentwicklung bei Leasingfahrzeugen wurde nach wenigen Jahren wieder zum Kauf landeseigener Polizeifahrzeuge zurückgekehrt. Die bereits 2011 begonnene komplette Erneuerung des gesamten Fuhrparks und Fahrzeugbestandes der Polizei Mecklenburg-Vorpommern soll bis zum Jahr 2014 abgeschlossen sein.

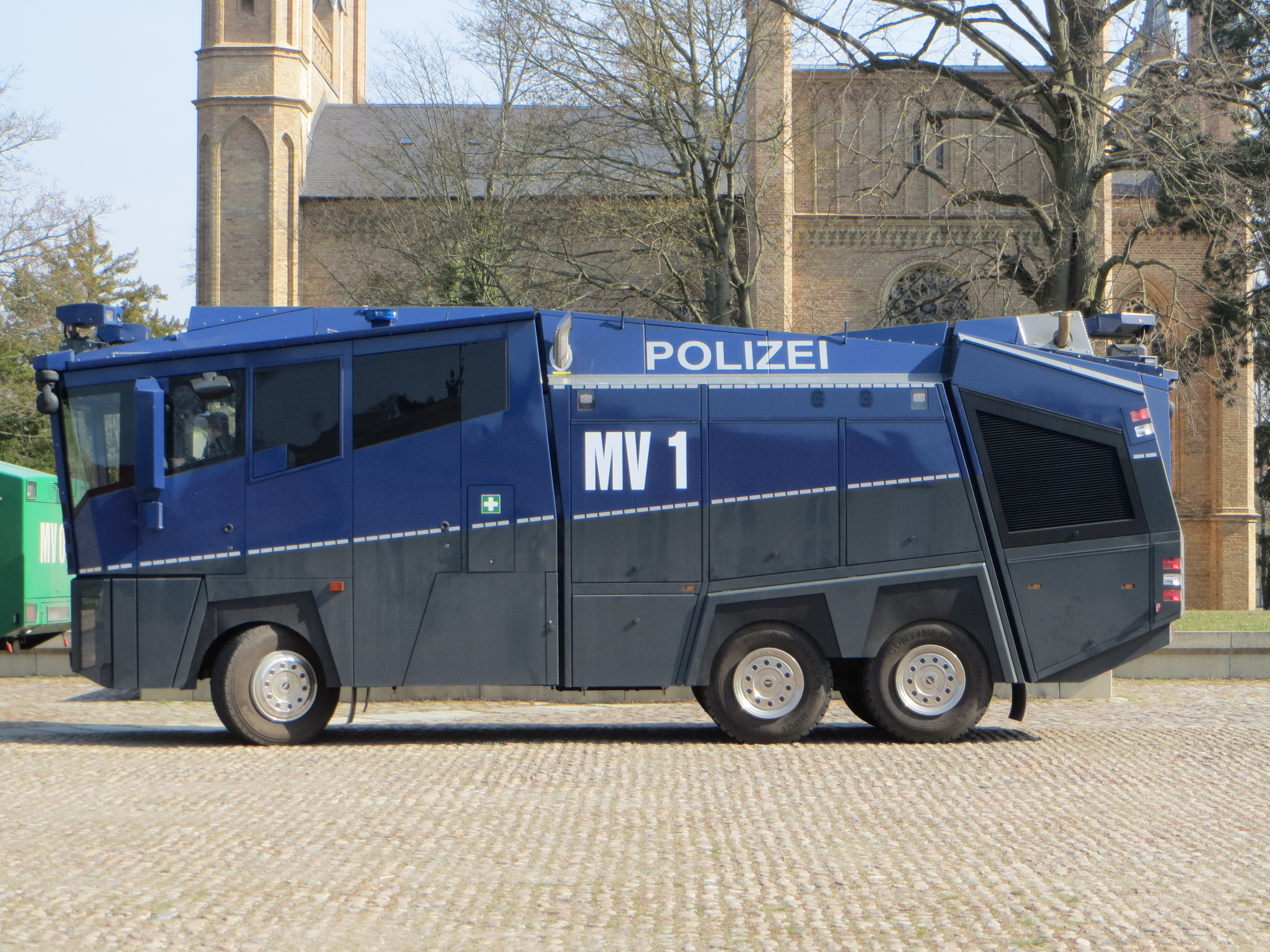
MV1, Wasserwerfer 10000 der Polizei Mecklenburg-Vorpommern

Zu den Führungs- und Einsatzmitteln des Landesbereitschaftspolizeiamtes (LBPA M-V) der Polizei Mecklenburg-Vorpommern gehören u. a. Befehlskraftwagen (Befkw) vom Typ Mercedes-Benz Sprinter, Halbgruppenkraftwagen (HGruKw) vom Typ Mercedes-Benz Sprinter, Geländewagen vom Typ Land Rover Discovery, Infomobil vom Typ Mercedes-Benz SK, Funktrupplastkraftwagen vom Typ Mercedes-Benz LN, Lichtmastkraftwagen vom Typ Mercedes-Benz SK, Taucherbasiskraftfahrzeug vom Typ Mercedes-Benz Atego, Wasserwerfer 9 und 10 (WaWe), Sonderwagen 4 (SW, gepanzert) vom Typ TM-170, Unimog vom Typ U 1300 L, Gefangenentransportbus vom Typ Mercedes-Benz O 404 sowie Mercedes-Benz Sprinter, Lautsprecherkraftwagen (LauKw) vom Typ Mercedes-Benz Sprinter und Beweissicherungs- und Dokumentationskraftwagen (BeDoKw) ebenfalls vom Typ Mercedes-Benz Sprinter. Im Januar 2014 wurden zudem 4 neue Geschwindigkeitsmesswagen vom Typ Mercedes-Benz Vito 113 CDI der Baureihe 639 mit Allradantrieb in Dienst gestellt. Diese sind mit modernster digitaler Messtechnik in Form von Verkehrsgeschwindigkeitsmessgeräten ES 3.0 mit modernen Matrixsensoren sowie einer mit 11 Millionen Pixeln hochauflösenden Kamera ausgerüstet, die Geschwindigkeitsmessungen und Verkehrsraumüberwachungen in Kurven, auf mehrspurigen Fahrbahnen und die Erfassung gleichzeitig ankommender und abfließender Fahrzeuge ebenfalls auf mehreren Fahrspuren ermöglichen. Die Neuanschaffungskosten pro Fahrzeug betrugen gut 36.400 Euro, während die Verkehrsgeschwindigkeitsmessgeräte für gut 9.800 Euro im Monat über einen Zeitraum von 60 Monaten (5 Jahre), also für dann insgesamt gut 588.000 Euro geleast wurden.
Boote

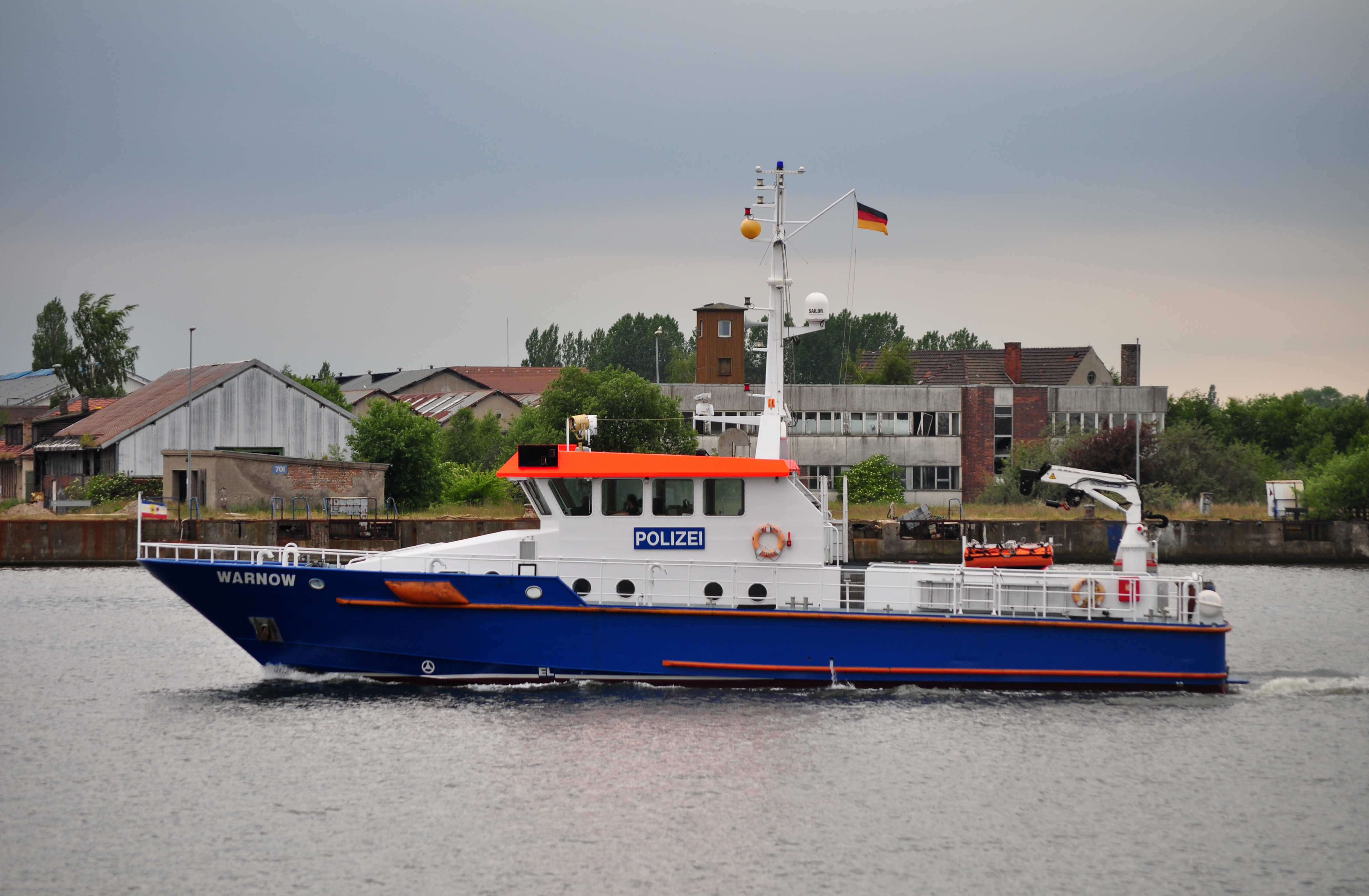
Polizeiboot Warnow in Rostock 2012

Im Jahre 1991 verfügte das Wasserschutzpolizeiamt der Polizei Mecklenburg-Vorpommern über insgesamt 58 Booten, darunter 19 Boote vom DDR-Kontrollboot-Typ KB 12 und 23 Boote vom Typ KB 5/5A. Mit Stand vom Jahr 2010 stehen der Wasserschutzpolizei insgesamt 62 Boote zur Verfügung, darunter 4 Küstenstreifenboote (1 des Typs Fassmer FPB 24 und 3 des Typs Fassmer FPB 25), 17 Streifenboote, 12 Hilfsstreifenboote, 8 Trailerboote und 20 Schlauchboote.
Luftfahrzeuge
Die Hubschrauberstaffel der Polizei Mecklenburg-Vorpommern besteht aus 15 Polizisten und nutzt 2 Hubschrauber vom Typ Eurocopter EC 135, die von jeweils 3-köpfigen Besatzungen geflogen werden.

### Waffen
Die Polizei Mecklenburg-Vorpommern hat mit Stand vom Jahr 2013 folgende Anzahl und Typen von Waffen in ihrem Bestand:
- 5.899 Pistolen (SIG Sauer P225 in der Modellvariante P6)
- 35 Revolver
- 1.014 Maschinenpistolen (HK MP5)
- 8.458 Schlagstöcke
- 3 Elektroschockgeräte
- 43 Gewehre, davon 14 Präzisionsgewehre

Bis zum Jahr 2021[veraltet] wird die 1978 entwickelte und seit fast 25 Jahren in der Polizei Mecklenburg-Vorpommerns genutzte alte Standardpistole der deutschen Polizei der Marke SIG Sauer P225 in der Modellvariante P6 für 3,2 Millionen Euro durch eine neue Dienstwaffe der Marke Heckler & Koch SFP9 in der Modellvariante TR ersetzt werden.

## Weiteres
Als Teil der Öffentlichkeitsarbeit gibt die Landespolizei vierteljährlich das „Polizei-Journal“ heraus und unterhält eine Internetwache sowie ein Notruf-Fax. Weitere wichtige Instrumente für die Öffentlichkeitsarbeit der Polizei Mecklenburg-Vorpommern sind das bereits 1948 gegründete und 32 Musiker umfassende Landespolizeiorchester sowie das Infomobil der Landespolizei.